# Port Neches, Texas
Port Neches là một thành phố thuộc quận Jefferson, tiểu bang Texas, Hoa Kỳ. Năm 2010, dân số của xã này là 13040 người.

## Dân số
- Dân số năm 2000: 13601 người.
- Dân số năm 2010: 13040 người.